# Araribóia (Reservat)
Koordinaten: 5° 4′ 48″ S, 46° 25′ 16,9″ W
Araribóia (amtlich portugiesisch Terra Indígena Araribóia, TI Araribóia, Schreibung auch Arariboia) ist ein Reservat im brasilianischen Bundesstaat Maranhão.
Das Gebiet wurde 1996 ausgewiesen und umfasst 4132,88 km². Die indigene Bevölkerung ist von 3292 im Jahr 1994 auf 5317 im Jahr 2010 angestiegen. Diese Menschen gehören zu den Völkern der Guajajára, Awá Guajá und einige unkontaktierte Awá. In dem selbstverwalteten Reservat ist der Staat durch die Behörden FUNAI und SESAI (Gesundheitsbehörde für die indigene Bevölkerung) vertreten.
Der größte Teil des Reservats (44,6 %) ist von dichtem tropischen Regenwald bedeckt, weitere 27,7 % von Saisonregenwald (decidual) und 24,68 % von Pionierformationen (Pionierpflanzen). Weitere 3,02 % entfallen auf ein Kontaktgebiet Savanne – Saisonregenwald. In dem Gebiet findet Aluminiumbergbau statt (Vicenza Mineração e Participações S.A.).
Araribóia liegt auf Gemeindeflächen der Munizips Amarante do Maranhão (das Reservat nimmt 46,31 % der Munizipsfläche ein), Arame (10,10 %), Bom Jesus das Selvas (4,53 %), Buriticupu (9,13 %), Grajaú (0,18 %) und Santa Luzia (0,88 %). Waldbrände und illegale Holzfällerei mit Todesopfern unter der indigenen Bevölkerung  stellen eine andauernde Bedrohung des Reservats dar. Bekannte Opfer waren 2018 der Kazike Jorginho Guajajara und 2019 der Umweltaktivist Paulo Paulino Guajajara.